# Barrmaelia oxyacanthae
Barrmaelia oxyacanthae är en svampart som först beskrevs av Jean François Montagne, och fick sitt nu gällande namn av Rappaz 1995. Barrmaelia oxyacanthae ingår i släktet Barrmaelia och familjen kolkärnsvampar.  Arten är reproducerande i Sverige. Inga underarter finns listade i Catalogue of Life.